# وسام التحرير (الكويت)
وسام التحرير (بالإنجليزية: Kuwait Liberation Medal)‏، هو وسام عسكري كويتي يُقدَّم للذين ساهموا في خدمات تحرير الكويت في حرب الخليج الثانية سواءً من المدنيين أو العسكريين. ويمنح لمن قام بأعمال جليلة أو أظهر شجاعة فائقة أسهمت في تحرير الكويت من الغزو العراقي بحسب نص المادة الثانية المكررة في قانون الأوسمة والأنواط العسكرية. تمت الموافقة عليه وأقرت من قِبل رئيس أركان القوات المُسلحة في 16 يوليو 1994. ويكون تعيين درجة الوسام بحسب العمل الممنوح من أجله. ويأتي هذا الوسام في المرتبة الأولى للأوسمة والأنواط العسكرية. وفي حالة اجتماعه مع أوسمة مدنية يكون ترتيبه بعد وسام الكويت ذو الرصيعة من الطبقة الأولى. درجات هذا الوسام خمسة؛ الدرجة الممتازة، الدرجة الأولى، الدرجة الثانية، الدرجة الثالثة، الدرجة الرابعة.

## الحاصلين على الوسام
- محمود إبراهيم حجازي
- محمد عبد اللاه
- سعد محمد الجليفي [2]
- محمد حسين طنطاوي
- عبدالله البرغش
- مجدي حتاتة
- سيد عبد العزيز
- أحمد مختار
- هتلر طنطاوي
- أحمد شفيق